# Domo Polideportivo
El Domo Polideportivo de la CDAG, conocido popularmente como Domo de la Zona 13, o simplemente como Domo (debido al tipo de su estructura de la cubierta), es una arena multiusos ubicada en la Ciudad de Guatemala, Guatemala. Construido sobre la antigua Plaza de Toros, fue construido especialmente para alojar el Campeonato Mundial de fútbol sala de la FIFA 2000, tiene una capacidad de 10 500 espectadores.
El lugar es propiedad y está operado por la Confederación Deportiva Autónoma de Guatemala (CDAG), y también se utiliza para las presentaciones musicales, así como las actividades deportivas, culturales y políticas para los cuales la CDAG arrenda el sitio. De acuerdo con la CDAG el Domo es un lugar hermoso, pero el alto costo de su funcionamiento ha afectado su papel en el deporte, porque la mayoría de las federaciones y asociaciones deportivas del país no pueden permitirse el coste de su utilización. En 2003 el 60 por ciento de las actividades llevadas a cabo en el Domo no estaban relacionados con el deporte.
Durante el Campeonato Mundial de Futsal 2000, el Domo acogió 28 de los 40 partidos, incluyendo todos los de la segunda etapa y la etapa final. La asistencia al Domo tuvo un promedio de 6728 espectadores (89,7%) por partido en el torneo, con la asistencia más alta ocurre en el último día de la competencia, el domingo, 3 de diciembre, por el tercer lugar y los partidos finales, cuando tuvo un registro de 7568 espectadores.
| Predecesor: Palau Sant Jordi España 1996 | Final de la Copa Mundial de fútbol sala 2000 | Sucesor: Universidad Nacional de Taiwán Sports Center China Taipéi 2004 |